# François Arnscheidt
François Arnscheidt (* 27. Mai 1930) ist ein ehemaliger luxemburgischer Fußballspieler.
Er gab am 10. April 1955 bei einem Freundschaftsspiel gegen die portugiesische B-Auswahl sein Debüt in der Nationalmannschaft. Es blieb sein einziges Länderspiel.